# Amatore Sciesa

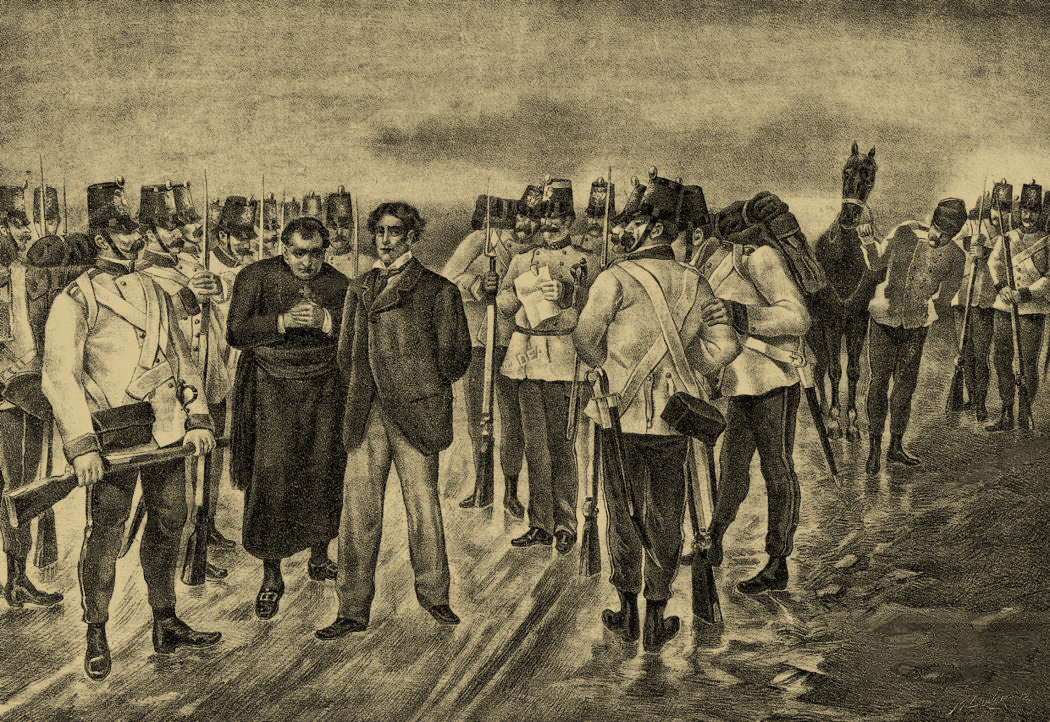
Rozstrzelanie Amatore Sciesy – litografia (aut. Gaetano Previati)

Amatore Sciesa (ur. 12 lutego 1814 w Mediolanie, zm. 2 sierpnia 1851 tamże) – lombardzki patriota, uczestnik opozycji antyaustriackiej w okresie włoskich wojen o niepodległość.
Z zawodu był tapicerem. Po klęsce pod Novarą i zakończeniu pierwszej włoskiej wojny niepodległościowej w 1849 rozpoczął konspiracyjną działalność antyaustriacką. Związał się z tajnymi stowarzyszeniami, ponownie organizującymi się w Lombardii po austriackiej restauracji w północnych Włoszech. W 1850 został członkiem dopiero co utworzonego w Mediolanie tajnego Komitetu znad Olony (wł. Comitato dell’Olona). Zajmował się w nim kolportażem i rozpowszechnianiem odezw i manifestów antyaustriackich – mimo ostrzeżeń zawartych w odezwie Josepha Radetzkiego z 2 lutego 1851 przewidującej karę śmierci za taką działalność. Aresztowany w nocy z 30 na 31 lipca 1851 i osądzony w doraźnym procesie na karę śmierci, został rozstrzelany dwa dni później.
Żandarm prowadzący Sciesę na rozstrzelanie miał mu obiecywać ułaskawienie w zamian za wydanie towarzyszy konspiracji. Według tradycji ten miał mu jedynie odpowiedzieć słowami: „Tiremm innanz!” (w dialekcie lombardzkim: „Idźmy dalej!”).